# 리차드 B. 슐
리차드 B. 슐(Richard B. Shull, 1929년 2월 24일 ~ 1999년 10월 14일)은 미국의 연극 배우, 영화배우, 텔레비전 배우이다.
에번스턴에서 태어났으며 뉴욕에서 사망하였다. 사인은 심근 경색이다.

## 영화
- 투 패밀리 하우스 (2000년)
- 카페 소사이어티 (1995년) - 사무엘 역
- 독 안에 들어간 쥐 (1994년)
- 결혼 만들기 (1992년)
- 튠 인 투모로우 (1990년)
- 씨즈 더 데이 (1986년)
- 내 사랑 다니엘라 (1984년)
- 가보 토크 (1984년)
- 스플래쉬 (1984년) - 닥터 로즈 역
- 상사병 (1983년)
- 스프링 브레이크 (1983년)
- 하트비프 (1981년)
- 나일강의 기적 (1980년)
- 더 팩 (1977년)
- 포춘 (1975년)
- 하츠 오브 더 웨스트 (1975년)
- 닭싸움꾼 (1974년) - 오마 바라댄스키 역
- 스네이크 (1973년)
- 도청 작전 (1971년)
- 콜걸 (1971년)